# Narbolia
Narbolìa (in sardo Narabuìa) è un comune italiano di 1 610 abitanti della provincia di Oristano in Sardegna.

## Geografia fisica

### Territorio
Il paese si trova al confine con il Campidano di Oristano e ai piedi del massiccio montuoso del Montiferru, a 18,3 km dal capoluogo provinciale Oristano ed a breve distanza dalla penisola del Sinis, ricca di spiagge dalla sabbia bianca e fine, Narbolia è stato un comune facente parte del Campidano di Milis.
Il territorio comunale raggiunge la sua massima altitudine di 475 metri presso il Monte Rassu, precisamente nella vetta rocciosa chiamata "Sa Rocca Manna", luogo in cui si trovano due crateri molto simili fra loro, dei quali il più a sud appartiene al territorio di Narbolia, quello di pochi metri più a nord a Seneghe. Monte Rassu fa parte del settore sud-occidentale del Montiferru e costituisce un'unica e ripida dorsale con Monte Mesu 'e Roccas (Seneghe). Altre propaggini sono Monte Arru (260 m), Cuccuru 'e Forru (190), Monte Entu (180 m), Monte Zeppara (170 m), Monte Curreu (150 m), Monte Agos (130 m) e Curruru 'e S'arimita (100 m).
La piana di Cadreas è una zona molto fertile utilizzata infatti per l'agricoltura e la viticoltura oltre che per la tradizionale pastorizia (ovini). All'interno della zona si trova il rudere di un grosso casolare il cui nome è Casa Meloni. Questo fa pensare che in passato il territorio faceva parte di un'unica proprietà la cui sede dei padroni era proprio Casa Meloni. Ora invece il territorio è diviso in tante proprietà.

## Origini del nome
Il nome Narbolia deriverebbe dalla presenza nel territorio della malva arborea, chiamata in sardo narbonia, con la pronuncia del gruppo ni come i o come li: i narboliesi chiamano infatti il loro comune Narabuìa. Più suggestiva la derivazione da Nurapolis, ossia città dei nuraghi il nome "Nurapolis" venne inventato alla fine degli anni 70 da un gruppo di giovani studenti facenti parte dell'omonima Cooperativa e successivamente venne così chiamato il Campeggio Comunale, nel testo del Casalis infatti è citato Nurapolia e non Nurapolis", per via dei numerosi nuraghi nel territorio comunale, quali il Tradori, lo Zoddias, la "Zufais" Araganzola (quadrilobato), il Cresia, il Terra Craccus, nonché, verso il comune di Milis, il nuraghe Tunis famoso per il ritrovamento al suo interno di monete e terrecotte romane.

## Storia

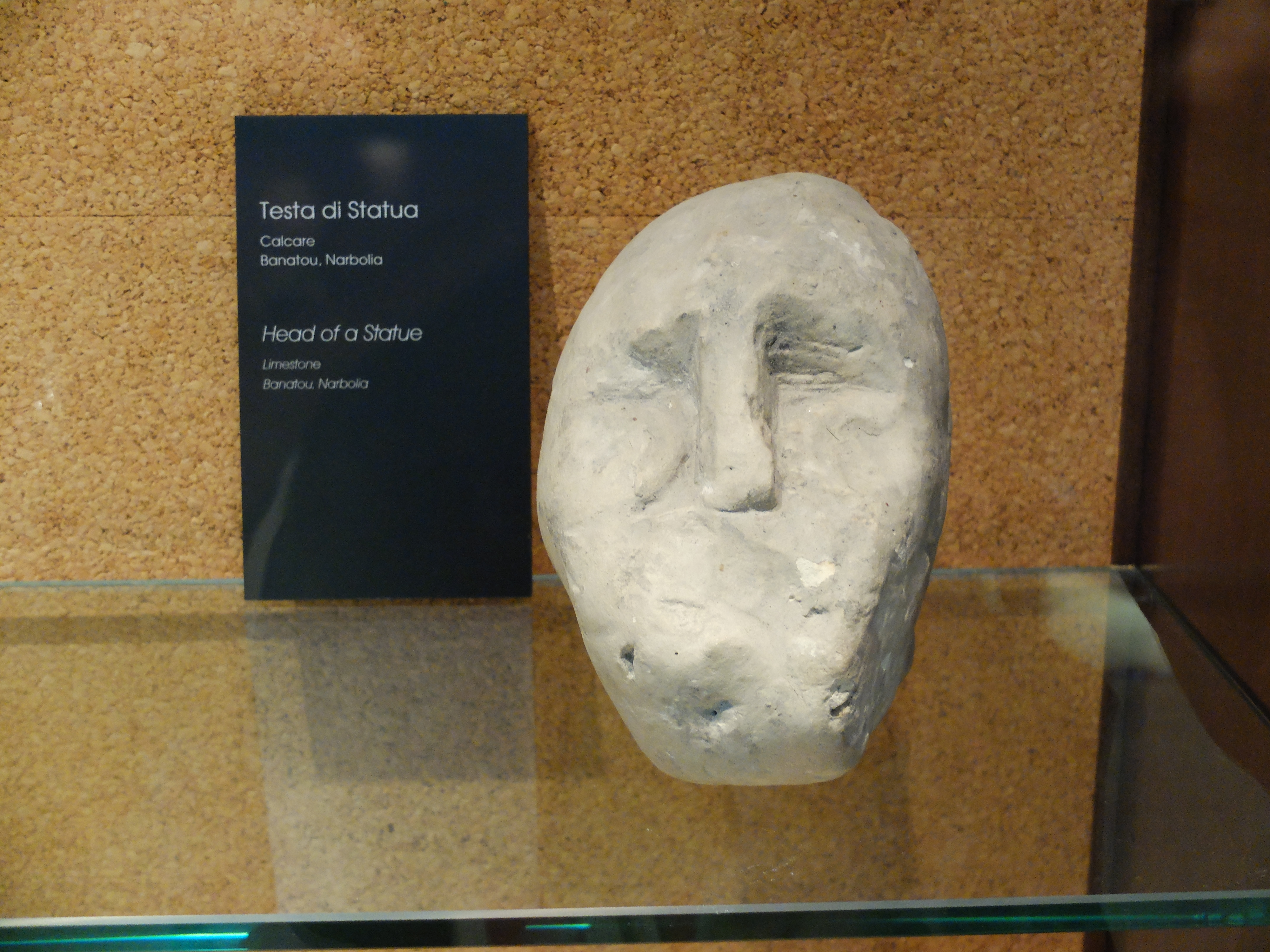
Testa di statua nuragica in calcare

Il territorio di Narbolia è frequentato dall'uomo sin dal periodo prenuragico e nuragico.
In periodo medievale la villa di Narbolia fece parte del giudicato di Arborea, inserita nella curatoria di Parte Milis. La villa, fortificata, ebbe una notevole importanza in epoca giudicale, e andò poi via via decadendo. Alla caduta del giudicato (1420) entrò a far parte del marchesato di Oristano e successivamente, alla definitiva sconfitta degli arborensi nel 1478, del regno di Sardegna aragonese. 
Sotto gli aragonesi divenne un feudo regio, incorporato nel XVIII secolo nel marchesato d'Arcais, feudo dei Flores Nurra. 
Data la vicinanza con il mare, il paese subì molti attacchi da parte dei corsari barbareschi: particolarmente feroce fu quello del 1623, quando gli abitanti, già ridotti in catene, vennero liberati da dei seneghesi guidati dalla chiesa d'origine. Tutto ciò avvenne nelle vicinanze dell'attuale cimitero del paese. Inoltre, alcuni toponimi come Trippus e Conca de Moru corrispondenti a zone tra il comune e la costa, ricorderebbero rispettivamente "Tripoli" e "testa di moro" e sarebbero i luoghi dove avvennero le più importanti battaglie contro gli invasori.
Il paese fu riscattato agli ultimi feudatari nel 1839, con la soppressione del sistema feudale.

### Simboli
Lo stemma e il gonfalone del comune di Narbolia sono stati concessi con il decreto del presidente della Repubblica del 1º marzo 2000.

## Monumenti e luoghi d'interesse

### Architetture religiose
Importanti per il paese sono le seguenti chiese:
- Chiesa di Santa Reparata: è risalente al XVI secolo. Sull'altare in stile barocco è riportata la data del  10 ottobre 1790, giorno in cui fu realizzato.
- Chiesa di San Pietro degli Occhiali: è una chiesa molto antica che fino al 1991, anno in cui venne completamente restaurata, si trovava in un grave stato di degrado.

Altre chiese sono:
- Chiesa di Santa Caterina, di età giudicale.
- Chiesa di Sant'Andrea Apostolo (Sant'Andria de Pischinappiu). Si trova nella parte finale della piana di Cadreas e sovrastante la pineta di Is Arenas da est. La chiesetta è quasi totalmente sommersa dai rovi e dalla bassa vegetazione e si trova a pochissimi metri dal confine con Cuglieri.
- La chiesuola de S'Arimita.
- La chiesuola di Sant'Andria (Sant'Andria de Mura).

### Architetture civili
Il centro storico del paese è stato recentemente ristrutturato e offre molti esempi delle antiche modalità costruttive delle abitazioni realizzate in pietra locale (basalto).

### Siti archeologici
Nel territorio del comune sono presenti diverse tombe dei giganti, domus de janas, i resti di un castello medioevale che è stato in precedenza un avamposto fenicio, e alcune terme romane alcune delle quali trasformate in chiese bizantine come quella che si trova nelle immediate vicinanze di Narbolia, in località Sant'Andrea di Pischinappiu. Presso la piana di "Cadreas" si trova un complesso termale romano chiamato "Su Anzu" ("il bagno" in lingua sarda).

#### Nuraghi
- Nuraghe Sa murallia o Nuragh'e cresia.
- Nuraghe Perdighisi
- Nuraghe Tradori
- Nuraghe Zoddias
- Nuraghe Straderi
- Nuraghe Araganzola/Aragonzoa (detto anche Nuraghe Zuffais)
- Nuraghe Madavò
- Nuraghe Coronas o Crabazzeddu
- Nuraghe Nie Crobi o Niu e' crobu
- Nuraghe Scala Quaddus
- Nuraghe Scala Quaddus II
- Nuraghe Erba Caggius
- Nuraghe Lande
- Nuraghe Aresti
- Nuraghe Lizzos
- Nuraghe Terra Craccus
- Nuraghe Maganzosa
- Nuraghe Craccarosu
- Nuraghe Tunis
- Nuraghe Accas
- Nuraghe Procus
- Nuraghe Crabia
- Nuraghe Procus "basso"
- Nuraghe Fuadeddus
- Nuraghe Su Nuragheddu
- Nuraghe Prumosa

### Luoghi di interesse naturalistico
Nel territorio comunale si trova la spiaggia e la vasta pineta di Is Arenas, sulla quale nell'estate 2006 si è spiaggiato un capodoglio.
Nella piana di "Cadreas" si trova la "Grotta del Guano"; La grotta è nota nei racconti degli abitanti di Narbolia, Riola Sardo, Santa Caterina e dintorni, col nome di "grotta del guano" o per meglio dire, "sa grutta de su sotterru" (o interru, o internu: il toponimo varia a seconda di chi ne parla), ha il suo ingresso in località Cadreas, nel territorio del comune di Narbolia. Si trova circa 300 metri a sinistra della strada che da Riola Sardo porta a Santa Caterina di Pittinuri, all'altezza della cantoniera di Cadreas.
La grotta è molto calda; nel periodo estivo ospita una grande colonia di pipistrelli del genere Rhinolophus mehelyi, e deve il suo nome italiano appunto ai resti organici dei pipistrelli che la abitano. Ne conta a migliaia, impressionanti ma inoffensivi, e attaccati al soffitto. Seminascosto nella macchia mediterranea, l'accesso si apre con un pozzo poco profondo nelle arenarie di Cadreas, che immette in una prima camera di circa 10 metri x 5, e, lateralmente, ad uno stretto cunicolo a sezione vagamente rettangolare, che farebbe supporre un utilizzo antropico della grotta in età antica. Lungo alcune decine di metri, si sviluppa sino a una prima sala interna di forma ellittica, con un inghiottitoio alla base del quale si diparte un secondo cunicolo ancora da esplorare. I racconti popolari fanno variare lo sviluppo di questi cunicoli per una lunghezza che oscilla tra i 120 metri e oltre 1 km.

## Società

### Evoluzione demografica
Abitanti censiti

### Lingue e dialetti
La variante del sardo parlata a Narbolia è riconducibile alla Limba de mesania per via della presenza di elementi appartenenti sia alla macro variante logudorese che a quella campidanese.

### Tradizioni e folclore
Carattere distintivo della cultura locale è stato quello delle confraternite, quella del Rosario in abito nero e quella dello Spirito Santo in livrea rossa che accompagnavano le celebrazioni religiose principali quali la Settimana Santa e i funerali e che erano solite organizzare grandiose feste nelle quali si svolgevano giochi quali Su ferru 'a pei nel quale due contendenti, sollevati per le braccia
da due colleghi e messi uno di fronte all'altro, si scambiavano calci, armati delle robuste scarpe da campagna, su gambe e ventre. A Narbolia erano presenti anche diversi gruppi di canti di antica origine, quali ad esempio il Canto in re che sta scomparendo un po' da tutta la Sardegna, ed il canto di s'arrazi. Si ritiene che anticamente nel paese ci fossero anche diversi gruppi di canti a tenore.
I narboliesi hanno un grande passato come lavoratori nelle fabbriche di calce. I lavoratori in sardo si chiamavano "is forrogaius". Formarono addirittura una sorta di società (sotziu in lingua sarda). La calce narboliese fu venduta in tutto il Campidano di Oristano, ma anche nel resto del Montiferru, Barigadu, Planargia e Logudoro. Tuttavia i pochi benestanti della zona non finanziarono la società più di tanto, tranne che per Maria Cristina Meloni, considerata una donna molto portata per gli affari. Nel territorio narboliese troviamo 19 fornaci nelle quali si lavorava a cavallo tra l'Ottocento e il Novecento.
Le strutture sono:
- Su forru de Santa Reparada
- Su forru de Istraderi
- Su forrigheddu de Istraderi
- Su forru 'e tziu Zuanni Firin'u
- Su forru 'e sa Cora
- Su forru 'e sa Serra 'e s'Arughi
- Su forru 'e sa Griglia
- Su forru 'e is Turcus
- Su forru 'e Zuanniandria Toa
- Su forru de tziu Anzulu Carrus
- Su forru 'e Pischinapis/Pischinappiu
- Su forru de Funtan'a Fraigada
- Su forru nou o de Cardesa
- Su forru de Cana'e Fanugu
- Su forru de Coceli Varu
- Su forrigheddu 'e Cana'e Fanugu
- Su forru 'e sa Fiuda
- Su forru 'e su Montigu 'e Prama
- Su forru 'e Trabadoi Carrus
- Su forru 'e Oieddu

Su Forru de Santa Reparada, come erroneamente si pensa, non era un nuraghe. Infatti la muratura di sostegno non coincide con quella dei nuraghi. Fu invece anch'essa una fornace utilizzata per la produzione di calce e mattoni per la costruzione del parrocchiale dedicato a Santa Reparata (sono stati trovati i detriti della produzione della calce). Fu quindi sicuramente usata solo per qualche decennio. Il sito,  si trova a pochissimi metri dalla chiesa di Santa Reparata e all'interno della zona del paese riservata al culto, infatti nelle vicinanze si trovano la chiesa di San Pietro e i ruderi della chiesa di Santa Caterina nonché Su Nuraghe 'e Cresia e il muraglione Sa Murallia/Muralla. La leggenda vuole che la fornace abbia preso questo nome proprio perché al suo interno fu bruciata Reparata di Cesarea di Palestina. Non vi è però nessuna fonte al riguardo se non la sola diceria popolare.
Altra tradizione narboliese è legata alla costruzione dei muretti a secco. I narboliesi costruirono oltre 100 km di muretti a secco solo nel loro territorio. La costruzione iniziava con "Is Isterridoris" che posizionavano il basamento. "Is Intaccadoris" innalzavano il muro fino all'altezza stabilita, mentre "Is Apparitzadoris" si assicuravano che l'altezza del muro fosse la stessa in ogni suo punto.

#### Feste
La festa principale del paese è quella in onore della patrona Santa Reparata la quale, secondo la leggenda, è stata bruciata dietro la chiesa del paese. La leggenda è nata dal fatto che nei pressi della chiesa è presente una torre nuragica, la quale, in tempi successivi alla sua realizzazione, fu utilizzata come forno per la cottura della calce. Da qui il nome "su forru de santa arraparada" (il forno di Santa Reparata), che stava solo ad indicare la localizzazione del forno e non il punto dove la santa fu bruciata. La festa in suo onore si svolge l'8 di ottobre. I festeggiamenti consistono (circa un mese prima della festa, di solito verso il 10 settembre), nell'andare nella pineta di Is Arenas per prendere della legna; si fa ritorno nel tardo pomeriggio in paese per allestire un falò che verrà poi bruciato il primo giorno di festa (su espuru = la vigilia). Dall'8 ottobre vengono ospitati gruppi folcloristici e cantanti e si svolgono le gare di chitarra o giostre per i più giovani.

#### Sagra dellezippole
Nel periodo di Carnevale si tiene, ormai da qualche anno, la sagra delle zippole che vengono offerte gratuitamente ai partecipanti. Oltre alla zippole di Narbolia si possono assaggiare anche quelle di molti altri paesi che friggono per le vie del paese. La festa di conclude con i balli nella piazza principale.

## Amministrazione
| Periodo        | Periodo        | Primo cittadino      | Partito                              | Carica  | Note  |
| -------------- | -------------- | -------------------- | ------------------------------------ | ------- | ----- |
| 10 giugno 2018 | 29 maggio 2023 | Gian Giuseppe Vargiu | Lista civica "Insieme per ripartire" | Sindaco | [ 8 ] |
| 29 maggio 2023 | in carica      | Gian Giuseppe Vargiu | Lista civica "Si_amo Narbolia"       | Sindaco | [ 9 ] |